# ハンリー・ラミレス
ハンリー・ラミレス（Hanley Ramírez , 1983年12月23日 - ）は、ドミニカ共和国サマナ州サマナ出身のプロ野球選手（内野手）。右投右打。
愛称は、ハン・ラム/Han-Ram、エル・ニーニョ/El Nino（少年の意）のほか、ドジャース時代以降は背番号に因んでエル・トレーセ/El Trece（13の意）の名で親しまれている。

## 経歴

### プロ入り前
4歳で野球を始める。本人によると、少年時代は「野球のことばかり考えている子供だったよ。毎日、学校に行って、昼12時になるのをずっと待っていた。12時になったら授業が終わり、フィールドに行って野球ができるんだ（笑）。それだけが楽しみだったんだ」という。2000年の高校卒業時、当初は大学へ進学して医学を学ぼうと考えていた。

### プロ入りとレッドソックス時代
2000年7月2日にボストン・レッドソックスと契約した。
2002年はA-級ローウェル・スピナーズとルーキー級ガルフ・コーストリーグ・レッドソックスでプレー。A-級ローウェルでは22試合に出場して打率.371、1本塁打、19打点、4盗塁の成績を残した。
2003年はA級オーガスタ・グリーンジャケッツでプレーし、111試合に出場して打率.275、8本塁打、50打点、36盗塁の成績を残した。
2004年はA+級サラソタ・レッドソックスとルーキー級ガルフ・コーストリーグ・レッドソックスでプレー。A+級サラソタでは62試合に出場し、打率.310、1本塁打、24打点、12盗塁の成績を残した。8月にAA級ポートランド・シードッグスへ昇格。32試合に出場し、打率.310、5本塁打、15打点、12盗塁と、好調をキープした。シーズン終了後、ベースボール・アメリカ誌による有望株ランキングにおいて、ラミレスはレッドソックス内のNo.1に2年連続で選出された。11月20日にレッドソックスとメジャー契約を結び、40人枠入りした。
2005年3月3日にレッドソックスと単年契約に合意。3月18日にAA級ポートランドへ異動した。AA級ポートランドでは前述の有望株ランキングで7位に選出された、同じ遊撃手のダスティン・ペドロイアが所属していたが、ペドロイアが二塁手へ転向した。122試合に出場し、打率.271、6本塁打、52打点、26盗塁だった。9月19日にメジャーへ昇格し、翌9月20日のタンパベイ・デビルレイズ戦でメジャーデビュー。13点リードの7回裏からエドガー・レンテリアに代わり遊撃の守備に就いた。直後の8回表にメジャー初打席を迎えたが、三振に終わった。この年は2試合の出場にとどまり、2打数無安打2三振に終わった。シーズン終了後、緊縮財政のフロリダ・マーリンズがトレードによる主力の放出を敢行。その中で、若き先発投手ジョシュ・ベケットの獲得を目指すレッドソックスもマーリンズにトレードを打診した。マーリンズは交換相手にラミレスを要求。ラミレスは確かに期待の若手ではあるが、マイナー時代にトレーナーを罵るなど精神面の未熟さから何度かトラブルを起こしており、また遊撃手の経験もあるペドロイアがマイナーで順調に育っていたことから、レッドソックスは放出を決断する。

### マーリンズ時代

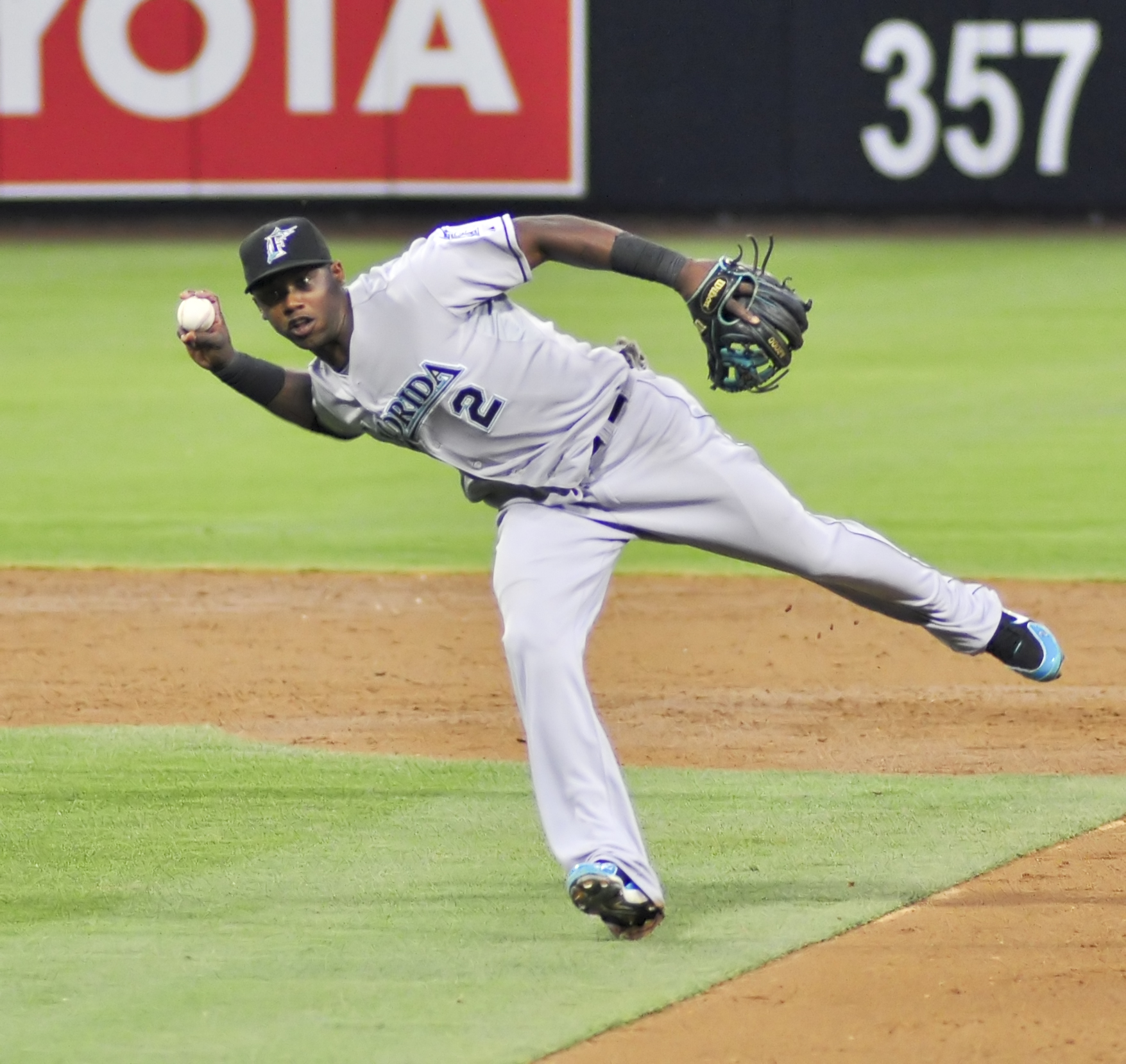
フロリダ・マーリンズ時代
(2009年7月21日)

2005年11月24日にジョシュ・ベケット、マイク・ローウェル、ギレルモ・モタとのトレードで、アニバル・サンチェス、ヘスス・デルガド、ハービー・ガルシアと共にマーリンズへ移籍した。
2006年2月23日にマーリンズと32万7000ドルの単年契約に合意。マーリンズは前述の通り主力を大量放出し、正遊撃手のアレックス・ゴンザレスが前年オフに移籍したため、遊撃手の定位置を勝ち取って開幕を迎えた。開幕戦から1番・遊撃に定着し、4月・5月と2か月連続で月間打率.300、出塁率.370を超える活躍で、足を生かして得点や盗塁を稼いだ。6月こそ月間打率.190と低迷したが、7月以降は14本塁打を放ち、9月にはメジャー最多の43安打を記録するなど復調。この年、ラミレスは最終的に185安打（リーグ10位）、46二塁打（同7位）、119得点（同5位）、51盗塁（同3位）という成績を残した。このうち安打・得点・二塁打は球団新人記録を更新するものだった。オフの11月13日にはナショナルリーグの新人王に選出された。その後は母国ドミニカ共和国で行われたウィンターリーグに参加し、ティグレス・デル・リセイに加入したが、12月27日の試合でスライディングした際に左肩を負傷した。
2007年は年始から前年オフに負傷した左肩のリハビリをドミニカで行った。ラミレスはウィンターリーグでのプレーを続行することを望んでいたが、マーリンズが拒否した。3月2日にマーリンズと1年契約に合意。スプリングトレーニング中に復帰し、23試合に出場。無事に開幕ロースター入りした。開幕後は遊撃のポジションを確保し、154試合に出場。打率.332（リーグ2位）、212安打（同2位）、48二塁打（同3位）、125得点（同2位）、51盗塁（同3位）と前年以上の記録を残した。29本塁打・長打率.562と長打力もアップし、塁打数は球団タイ記録、得点は新記録を樹立。史上2人しか達成していない「30本塁打・50盗塁」と「50二塁打・50盗塁」まであと一歩のところまで迫った。
2008年3月2日にマーリンズと1年契約に合意。開幕前、1番打者にこの年から加入したキャメロン・メイビンを抜擢し、長打力を生かすためにラミレスを3番打者として起用するという構想もあったが、結局メイビンは開幕をマイナーで迎え、ラミレスは主に1番・遊撃で出場することとなった。開幕後は5月中旬まで打率3割台をキープし、5月17日にマーリンズと総額7000万ドルの6年契約を結んだ。前半戦93試合で23本塁打45打点23盗塁、打率.311と活躍し、7月にファン投票選出でオールスターゲーム初出場を果たした。この年は153試合に出場し、打率.301、33本塁打、67打点、35盗塁を記録。前年にあと本塁打1本まで迫っていた30本塁打・30盗塁を達成し、遊撃手としては史上4人目の達成となった。また前年に比べ打率は3分以上下がったが、四球を40増やし出塁率を上昇させた。オフの11月13日にシルバースラッガー賞を初受賞した。
2009年は、同年の目標として春に開催される第2回ワールド・ベースボール・クラシック(WBC)でのドミニカ共和国代表の優勝とマーリンズのポストシーズン進出の2つに定め、オフシーズンも母国で練習に励んだ。開幕前の3月に第2回WBCのドミニカ共和国代表に選出された。3月7日の大会初戦のオランダ戦に3番・遊撃として先発出場。しかし1回表の守備で、1点を先制されなお二死二・三塁の場面でシャーノル・アドリアーナの打球を捕球したあと一塁へ送球エラーを犯し、さらに2点を与えると、これがそのまま決勝点となりチームは2-3で敗北した。翌日のパナマ戦では遊撃のポジションをホセ・レイエスが務め、自身は代打で1打席起用されるのみとなった。そして10日、勝てば2次ラウンド進出、負ければ1次ラウンド敗退となるオランダとの再戦に、3番・指名打者として先発出場。1回表の第1打席でトム・ストイフバーゲンから安打を放つ。しかし続く4番のデビッド・オルティーズが三振してこの回を無得点で終えたドミニカ共和国打線は、その後もオランダ投手陣の前に沈黙する。ラミレスもその後5打席は凡退し、うち3本が左翼方向へ引っ張ったフライアウトという荒い打撃が目立った。チームは延長11回表に1点を先制するが、その裏に2失策で2点を失いサヨナラ負け。ドミニカ共和国は1次リーグで敗退した。

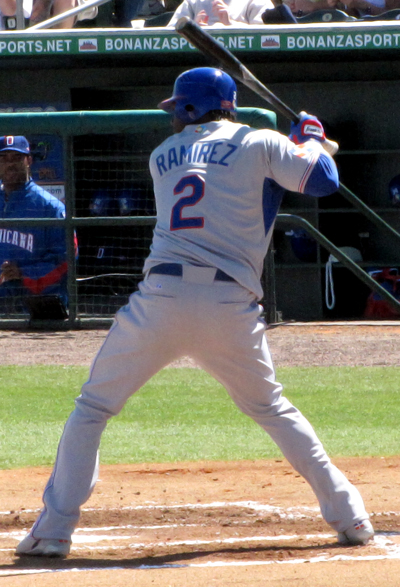
第2回WBCでのラミレス

シーズンでは、3番打者として起用された。7月にはファン投票選出でオールスターゲームに2年連続出場を果たした。9月6日のワシントン・ナショナルズ戦でメジャー通算100本塁打を達成した。この年は151試合に出場し、24本塁打106打点27盗塁をマーク。打率は.342を記録し、自身初の首位打者のタイトルを獲得した。
2010年は、レギュラー定着後自己最低となる142試合の出場に終わったが、打率.300、21本塁打、76打点、32盗塁という成績をマーク。その他も多くの部門で成績が低下したが、それでも4年連続で打率.300、20本塁打、5年連続で25盗塁越えの成績をマークした。7月には3年連続でオールスターに選出された。しかし、チーム内で以下のトラブルを起こし、問題となった。

#### 2010年の不祥事
この出来事の発端となったのは、5月17日のアリゾナ・ダイヤモンドバックス戦でのラミレス自身のプレイだった。この試合でラミレスは、捕球しようとしたポテンヒットを足に当てた。その打球はレフトポール方向に転がっていったのだが、ラミレスがそれを全力で追いかけなかった為、ランナー2人が生還した。このプレイに怒った当時の監督のフレディ・ゴンザレスは、懲罰としてラミレスをベンチに下げた。この怠慢なプレイに関してラミレスから謝罪がなかった為、追加的な制裁措置としてゴンザレス監督は翌日の試合を欠場させた。この制裁措置に対して、ラミレスが、自身はハムストリングを痛めて無理に出場しており、それがどういう事なのかはメジャーリーグでの試合出場経験がないゴンザレス監督には分からない、という旨の発言をした。更に、自分抜きでも、チーム（マーリンズ）が自分が出場している時のように試合出来る事を望む、とも発言した。このチームメイトを見下したかのような態度をメディアから非難された為、最終的にはラミレスが監督のみならずチームメイトに対しても謝罪を行う、という形で事態は収束した。

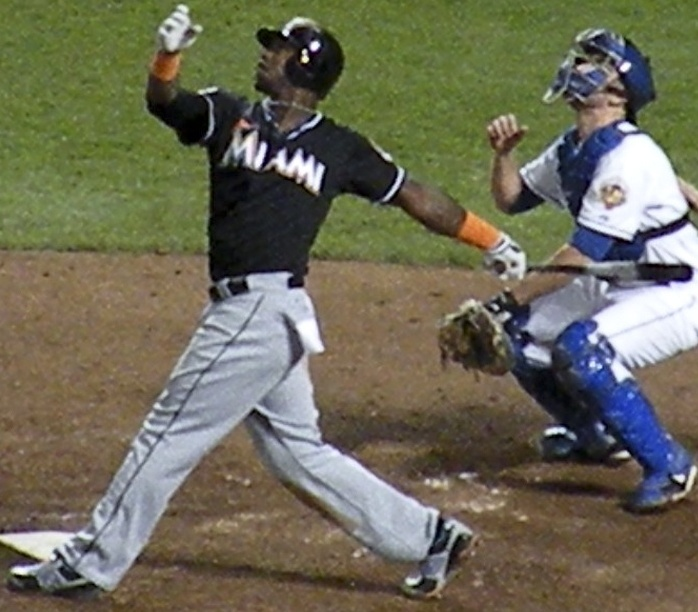
2012年4月24日

2011年は例年通り開幕から3番・遊撃手として起用されていたが、打率は2割台前半と不調が続いた。5月中旬から2番起用となったが、6月6日に腰の故障で15日間の故障者リスト入りした。6月14日に復帰。復帰後は4番を任されたが、8月10日に左肩の故障で15日間の故障者リスト入りした。9月5日に60日間の故障者リストへ異動。9月6日に左肩の手術を行うことが決定し、9月15日に手術を行い、そのままシーズンを終えた。この年は故障で92試合の出場にとどまり、打率.243、10本塁打、45打点、20盗塁だった。オフにラミレスとポジションの重複するホセ・レイエスが加入。ラミレスはレイエスの加入当時、「私は遊撃手だ」と話し、三塁手としてのプレーについて聞かれると怒っていたが、球団にトレード志願や契約内容の変更を求めず、オジー・ギーエン監督との会談を経て、「来年1月にはポジションの変更やそれ以外のことが起こるだろう。たとえ三塁手であっても私は大丈夫だ。勝つためにはどこのポジションでもするよ」と話した。
2012年は前年の手術の影響で年明けからリハビリを開始。その後スプリングトレーニングに参加。三塁手として21試合に出場し、3本塁打7打点2盗塁、打率.370と活躍。失策は1個のみを記録し、ギーエン監督も「我々は彼が多くの失策をすると思っていた。いつか遊撃手だったことを忘れるだろう」と絶賛していた。開幕後は三塁手として出場を続けたが、93試合の出場で打率.246、14本塁打、48打点、14盗塁に留まるなどラミレスの実力を考えれば今一つの成績だった。

### ドジャース時代
2012年7月25日にネイサン・イオバルディ、スコット・マクガフとのトレードで、ランディ・チョートと共にロサンゼルス・ドジャースへ移籍した。移籍後も三塁を守っていたが、8月に入るとルイス・クルーズと入れ替わる形で遊撃手に復帰。9月に正遊撃手だったディー・ゴードンが故障から復帰したが、ポジションを譲ることなくシーズンを終えた。ドジャースでは64試合に出場し、打率.271、10本塁打、44打点、7盗塁とやや調子を上げた。
2013年はシーズン開幕前の3月に開催された第3回WBCのドミニカ共和国代表に選出され、2大会連続2度目の選出を果たした。同大会でドミニカ共和国の初となる優勝に貢献した。

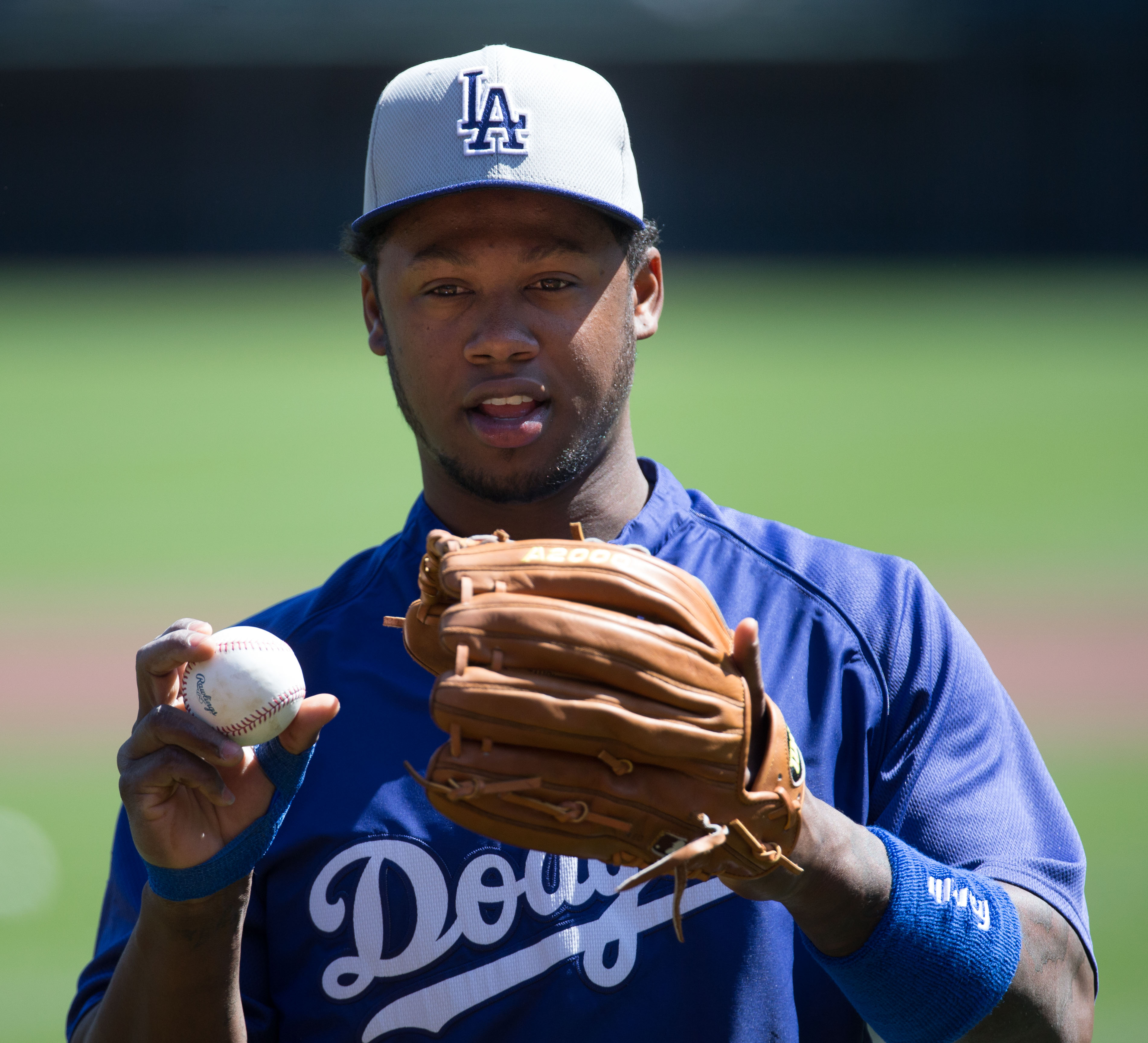
ロサンゼルス・ドジャース時代
(2013年4月20日)

シーズンではWBC決勝のプエルトリコ戦で右手親指を負傷したため、3月23日に手術を行い、3月31日に15日間の故障者リスト入りした。4月29日に復帰。復帰後は4試合に出場したが、5月4日に左ハムストリングの故障で再び15日間の故障者リスト入りした。6月4日に復帰し、その後は打率3割台をキープした。この年は故障で86試合の出場にとどまったが、打率.345、20本塁打、57打点、10盗塁と打撃面ではキャリア最高ペースのシーズンだった。
2014年も開幕から正遊撃手として起用された。8月10日に15日間の故障者リスト入りし、8月24日に復帰。この年は128試合に出場し、3年ぶりの規定打席に達した。打率.283、13本塁打、71打点、14盗塁だった。オフの10月30日にFAとなった。11月3日にドジャースが1530万ドルのクオリファイング・オファーを提示したが、11月10日に拒否した。

### レッドソックス復帰
2014年11月24日に古巣のレッドソックスと総額8800万ドルの4年契約（2019年、2200万ドルのベスティング・オプション付き）を結んだ。
2015年は19本塁打を放ち、通算200本塁打を達成したが、故障もあって105試合の出場に留まり、打率面では2011年以来となる低水準な数字に終わり、走塁でもルーキーイヤー以来となる10盗塁未満 (6盗塁) に終わった。守備においても、92試合の左翼手守備で4失策を犯して守備率.969、DRS-14を記録した。
2016年からは一塁手にコンバートされ、レギュラーで起用された。ホームランと打点を量産し、最終的には147試合に出場して、打率.286、30本塁打、111打点を記録した。8年ぶりのに30本塁打をクリアし、111打点はリーグ5位にランクインした。主砲のデビッド・オルティーズ、大ブレイクしたムーキー・ベッツの3人で「30本塁打・100打点」トリオを構築した。一塁守備は133試合で守りに就いてDRS-7だったが、4失策・守備率.996を記録した。オフの12月2日に第4回WBCのドミニカ共和国代表への参加の意思を表明し、代表選出を見据えてウィンターリーグに参加することも表明した。
2017年開幕前の2月8日に第4回WBCのドミニカ共和国代表に選出されたが、3月2日に右肩痛により辞退した。
2018年5月25日、膝の手術で出遅れていたペドロイアの復帰を見据えたチームはラミレスをDFAとし、29日にはFAとなった。

### インディアンス時代
2019年2月24日にクリーブランド・インディアンスとマイナー契約を結んだ。。開幕はメジャーで迎え、開幕戦から「5番・DH」として約1年ぶりとなる出場を果たした。しかし4月20日にDFAとなり、22日にFAとなった。このシーズンは16試合に出場し打率.184、2本塁打、8打点だった。

### インディアンス退団後
2023年9月15日にベースボール・ユナイテッドの共同オーナーとして参入した。

## プレースタイル
デビュー当時には「アレックス・ロドリゲスに次いでメジャーで2番目のオールラウンドプレイヤー」との声もあった、リーグ屈指の万能選手だった。遊撃手としての守備面では2006年26失策・2007年24失策と荒さが残るものの、守備範囲の広さや強肩も持ち合わせていた。

## 人物
2019年4月19日、グリーブランド・インディアンスのチームメイトであるカルロス・サンタナとともにアメリカ合衆国の市民権を取得した。
現役時代、日米野球や日本開幕戦への参加はなかったが、2007年1月1日にTBSで放送された最強の男は誰だ!壮絶筋肉バトル!!スポーツマンNo.1決定戦への出演により来日している(記録は総合11位)。

## 詳細情報

### 年度別打撃成績
| 年 度     | 球 団     | 試 合 | 打 席 | 打 数 | 得 点 | 安 打 | 二 塁 打 | 三 塁 打 | 本 塁 打 | 塁 打 | 打 点 | 盗 塁 | 盗 塁 死 | 犠 打 | 犠 飛 | 四 球 | 敬 遠 | 死 球 | 三 振 | 併 殺 打 | 打 率 | 出 塁 率 | 長 打 率 | O P S |
| --------- | --------- | ----- | ----- | ----- | ----- | ----- | -------- | -------- | -------- | ----- | ----- | ----- | -------- | ----- | ----- | ----- | ----- | ----- | ----- | -------- | ----- | -------- | -------- | ----- |
| 2005      | BOS       | 2     | 2     | 2     | 0     | 0     | 0        | 0        | 0        | 0     | 0     | 0     | 0        | 0     | 0     | 0     | 0     | 0     | 2     | 0        | .000  | .000     | .000     | .000  |
| 2006      | FLA MIA   | 158   | 700   | 633   | 119   | 185   | 46       | 11       | 17       | 304   | 59    | 51    | 15       | 5     | 2     | 56    | 0     | 4     | 128   | 7        | .292  | .353     | .480     | .833  |
| 2007      | FLA MIA   | 154   | 706   | 639   | 125   | 212   | 48       | 6        | 29       | 359   | 81    | 51    | 14       | 4     | 4     | 52    | 3     | 7     | 95    | 10       | .332  | .386     | .562     | .948  |
| 2008      | FLA MIA   | 153   | 693   | 589   | 125   | 177   | 34       | 4        | 33       | 318   | 67    | 35    | 12       | 0     | 4     | 92    | 9     | 8     | 122   | 5        | .301  | .400     | .540     | .940  |
| 2009      | FLA MIA   | 151   | 652   | 576   | 101   | 197   | 42       | 1        | 24       | 313   | 106   | 27    | 8        | 1     | 5     | 61    | 14    | 9     | 101   | 9        | .342  | .410     | .543     | .954  |
| 2010      | FLA MIA   | 142   | 619   | 543   | 92    | 163   | 28       | 2        | 21       | 258   | 76    | 32    | 10       | 0     | 5     | 64    | 12    | 7     | 93    | 14       | .300  | .378     | .475     | .853  |
| 2011      | FLA MIA   | 92    | 385   | 338   | 55    | 82    | 16       | 0        | 10       | 128   | 45    | 20    | 10       | 1     | 0     | 44    | 3     | 2     | 66    | 6        | .243  | .333     | .379     | .712  |
| 2012      | FLA MIA   | 93    | 395   | 353   | 49    | 87    | 18       | 2        | 14       | 151   | 48    | 14    | 4        | 0     | 2     | 37    | 1     | 3     | 72    | 11       | .246  | .322     | .428     | .749  |
| 2012      | LAD       | 64    | 272   | 251   | 30    | 68    | 11       | 2        | 10       | 113   | 44    | 7     | 3        | 0     | 1     | 17    | 3     | 3     | 60    | 6        | .271  | .324     | .450     | .774  |
| 2013      | LAD       | 86    | 336   | 304   | 62    | 105   | 25       | 2        | 20       | 194   | 57    | 10    | 2        | 0     | 2     | 27    | 3     | 3     | 52    | 5        | .345  | .402     | .638     | 1.040 |
| 2014      | LAD       | 128   | 512   | 449   | 64    | 127   | 35       | 0        | 13       | 201   | 71    | 14    | 5        | 0     | 1     | 56    | 2     | 6     | 84    | 10       | .283  | .369     | .448     | .817  |
| 2015      | BOS       | 105   | 430   | 401   | 59    | 100   | 12       | 1        | 19       | 171   | 53    | 6     | 3        | 0     | 4     | 21    | 2     | 4     | 71    | 11       | .249  | .291     | .426     | .717  |
| 2016      | BOS       | 147   | 620   | 549   | 81    | 157   | 28       | 1        | 30       | 277   | 111   | 9     | 3        | 0     | 4     | 60    | 5     | 7     | 120   | 17       | .286  | .361     | .505     | .866  |
| 2017      | BOS       | 133   | 553   | 496   | 58    | 120   | 24       | 0        | 23       | 213   | 62    | 1     | 3        | 0     | 0     | 51    | 8     | 6     | 116   | 15       | .242  | .320     | .429     | .750  |
| 2018      | BOS       | 44    | 195   | 177   | 25    | 45    | 7        | 0        | 6        | 70    | 29    | 4     | 1        | 0     | 2     | 14    | 0     | 2     | 35    | 9        | .254  | .313     | .395     | .708  |
| 2019      | CLE       | 16    | 57    | 49    | 4     | 9     | 1        | 0        | 2        | 16    | 8     | 0     | 0        | 0     | 0     | 8     | 0     | 0     | 17    | 2        | .184  | .298     | .327     | .625  |
| MLB：15年 | MLB：15年 | 1668  | 7127  | 6349  | 1049  | 1834  | 375      | 32       | 271      | 3086  | 917   | 281   | 93       | 11    | 36    | 660   | 65    | 71    | 1234  | 137      | .289  | .360     | .486     | .847  |

- 2020年度シーズン終了時
- 各年度の太字はリーグ最高
- FLA（フロリダ・マーリンズ）は、2012年にMIA（マイアミ・マーリンズ）に球団名を変更

### タイトル
- 首位打者：1回（2009年）

### 表彰
- 新人王：2006年
- シルバースラッガー賞（遊撃手部門）：2回（2008年 - 2009年）

### 記録
- MLBオールスターゲーム選出：3回（2008年 -  2010年）
- Topps ルーキーオールスターチーム（英語版）（遊撃手部門）：（2006年）
- トリプルスリー：1回（2008年）

### 背番号
- 60（2005年）
- 2（2006年 - 2012年途中）
- 13（2012年途中 - 2019年）

### 代表歴
- 2009 ワールド・ベースボール・クラシック・ドミニカ共和国代表
- 2013 ワールド・ベースボール・クラシック・ドミニカ共和国代表